# Ethan Hayter

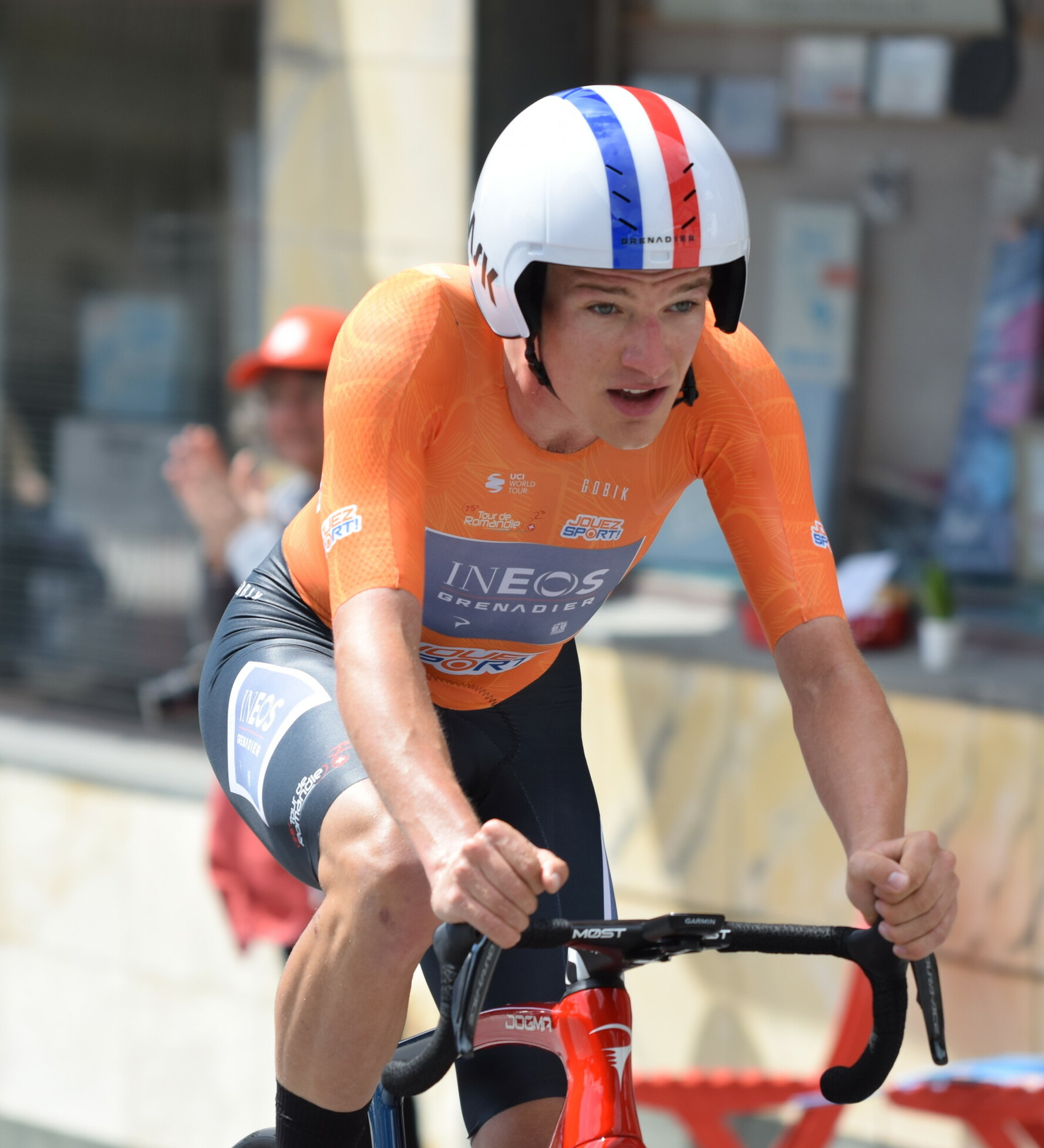
Hayter bei der Tour de Romandie 2022

Ethan Hayter (* 18. September 1998 in London) ist ein britischer Radsportler. Er ist mehrfacher Weltmeister im Bahnradsport, aber auch auf der Straße aktiv.

## Sportliche Laufbahn
2016 startete Ethan Hayter erstmals international und errang bei den Junioren-Bahnweltmeisterschaften in der Mannschaftsverfolgung Silber. Im selben Jahr wurde er in derselben Disziplin Junioren-Europameister, im Omnium holte er Silber. Auf nationaler Ebene wurde gemeinsam mit Joe Holt Meister im Zweier-Mannschaftsfahren der Elite. Im Jahr darauf wurde er ein weiteres Mal Europameister in der Mannschaftsverfolgung, dieses Mal in der Klasse U23, sowie Vize-Europameister im Punktefahren. Zudem wurde er zweifacher britischer Meister der Elite: im Scratch sowie im Zweier-Mannschaftsfahren (mit Matthew Walls).
2018 wurde Ethan Hayter mit einem „zusammengewürfelten“ Team aus Ed Clancy, Kian Emadi und Charlie Tanfield Weltmeister in der Mannschaftsverfolgung: Clancy, dreifacher Olympiasieger sowie vierfacher Weltmeister in der Mannschaftsverfolgung, war mit 33 Jahren der älteste Fahrer, Hayter mit 19 Jahren der jüngste. Er kam zum Zuge, weil andere Fahrer durch Krankheit ausgefallen waren.
Auf der Straße startete Hayter zunächst für das britische Nationalteam. 2018 erhielt er die Möglichkeit, als Stagiaire für das damalige Team Sky zu fahren, bekam jedoch im Anschluss noch keinen Vertrag als Profi. Im Jahr 2019 machte er erneut auf sich aufmerksam, als er im Trikot der Nationalmannschaft eine Etappe der Tour de l’Avenir sowie den Prolog, eine Etappe und die Punktewertung des Giro Ciclistico d’Italia gewann. Daraufhin wurde Hayter zur Saison 2020 Mitglied beim UCI WorldTeam Ineos Grenadiers. Seinen ersten Sieg als Profi erzielte er im September 2020 beim Giro dell’Appennino.
In den nun folgenden beiden Jahren konnte Ethan Hayter zahlreiche Erfolge auf Bahn und Straße verzeichnen: angefangen mit der Silbermedaille im Zweier-Mannschaftsfahren bei den Olympischen Sommerspielen in Tokio (gemeinsam mit Matthew Walls) über den
WM-Titel im Omnium. Auf der Straße wurde er 2021 und 2022 britischer Meister im Einzelzeitfahren. Zudem gewann er unter anderem die Norwegen-Rundfahrt 2021 sowie die Norwegen-Rundfahrt 2022. Auf der Bahn wurde er 2022 zweifacher Weltmeister im Omnium und in der Mannschaftsverfolgung (mit Oliver Wood, Ethan Vernon und Daniel Bigham). 2023 entschied er je eine Etappe der Baskenland-Rundfahrt sowie der Tour de Romandie für sich. Bei der Tour of Guangxi gewann er die Nachwuchswertung und wurde Dritter der Gesamtwertung.
2024 wurde Hayter für die Olympischen Spiele in Paris nominiert, wo er im Omnium Achter wurde und in der Mannschaftsverfolgung die Silbermedaille gewann.

## Familie
Auch Ethan Hayters drei Jahre jüngerer Bruder Leo Hayter ist als Radrennfahrer aktiv. 2021 wurde dieser britischer U23-Meister im Einzelzeitfahren.

## Erfolge

### Bahn
2016
- Junioren-Weltmeisterschaft – Mannschaftsverfolgung (mit Matthew Walls, Reece Wood und Rhys Britton)
- Junioren-Europameister – Mannschaftsverfolgung (mit Matthew Walls, Reece Wood und Fred Wright)
- Junioren-Europameisterschaft – Omnium
- Britischer Meister – Zweier-Mannschaftsfahren (mit Joe Holt)

2017
- U23-Europameister – Mannschaftsverfolgung (mit Matthew Walls, Matthew Bostock und Joe Holt)
- U23-Europameisterschaft – Punktefahren
- Britischer Meister – Scratch, Zweier-Mannschaftsfahren (mit Matthew Walls)

2018
- Weltmeister – Mannschaftsverfolgung (mit Ed Clancy, Kian Emadi und Charlie Tanfield )
- Commonwealth Games – Mannschaftsverfolgung (mit Oliver Wood, Kian Emadi und Charlie Tanfield)
- Commonwealth Games – Punktefahren
- Europameister – Omnium
- Europameisterschaft – Zweier-Mannschaftsfahren (mit Oliver Wood), Mannschaftsverfolgung (mit Kian Emadi, Steven Burke, Charlie Tanfield und Oliver Wood)
- U23-Europameister – Omnium, Zweier-Mannschaftsfahren (mit Matthew Walls)
- Britischer Meister – Mannschaftsverfolgung (mit Rhys Britton, Jake Stewart, Matthew Walls und Fred Wright)

2019
- Britischer Meister – Scratch, Omnium
- Weltmeisterschaft – Mannschaftsverfolgung (mit Ed Clancy, Kian Emadi, Charlie Tanfield und Oliver Wood)
- Weltmeisterschaft – Omnium
- Europameisterschaft – Mannschaftsverfolgung (mit Ed Clancy, Charlie Tanfield und Oliver Wood)

2021
- Olympische Spiele – Zweier-Mannschaftsfahren (mit Matthew Walls)
- Weltmeister – Omnium
- Weltmeisterschaft – Mannschaftsverfolgung (mit Ethan Vernon, Charlie Tanfield, Oliver Wood und Kian Emadi)

2022
- Nations’ Cup in Milton – Omnium
- Weltmeister – Omnium, Mannschaftsverfolgung (mit Oliver Wood, Ethan Vernon und Daniel Bigham)
- Weltmeisterschaft – Zweier-Mannschaftsfahren (mit Oliver Wood)

2024
- Europameister – Omnium, Mannschaftsverfolgung (mit Charlie Tanfield, Oliver Wood, Ethan Vernon und Daniel Bigham)
- Nations’ Cup in Milton – Omnium, Mannschaftsverfolgung (mit Daniel Bigham, Ethan Vernon, Oliver Wood und Charlie Tanfield)
- Weltmeisterschaft – Mannschaftsverfolgung (mit Josh Charlton, Charlie Tanfield, Oliver Wood und Rhys Britton)
- Olympische Spiele – Mannschaftsverfolgung (mit Daniel Bigham, Charlie Tanfield, Ethan Vernon und Oliver Wood)

### Straße
2016
- Kuurne–Brüssel–Kuurne (Junioren)

2019
- Gesamtwertung, eine Etappe und Nachwuchswertung A Travers les Hauts de France
- Prolog, eine Etappe und Punktewertung Giro Ciclistico d’Italia
- eine Etappe Tour de l’Avenir

2020
- Giro dell’Appennino

2021
- eine Etappe und Nachwuchswertung Settimana Internazionale Coppi e Bartali
- eine Etappe Algarve-Rundfahrt
- zwei Etappen und Punktewertung Andalusien-Rundfahrt
- Gesamtwertung und zwei Etappen Norwegen-Rundfahrt
- Mannschaftszeitfahren, eine Etappe und Punktewertung Tour of Britain
- Britischer Meister – Einzelzeitfahren

2022
- eine Etappe und Punktewertung Settimana Internazionale Coppi e Bartali
- Polen-Rundfahrt
- Prolog, eine Etappe und Punktewertung Tour de Romandie
- eine Etappe Tour of Norway
- Britischer Meister – Einzelzeitfahren

2023
- eine Etappe Baskenland-Rundfahrt
- eine Etappe und Punktewertung Tour de Romandie
- Nachwuchswertung Tour of Guangxi

2024
- Britischer Meister – Straßenrennen

2025
- eine Etappe Belgien-Rundfahrt
- Britischer Meister – Einzelzeitfahren

## Grand Tour-Platzierungen
| Grand Tour            | 2022 | 2023 | 2024 |
| --------------------- | ---- | ---- | ---- |
| Giro d’ItaliaGiro     | –    | –    | –    |
| Tour de FranceTour    | –    | –    | –    |
| Vuelta a EspañaVuelta | DNF  | –    | –    |